# 博基拉
博基拉是巴西巴伊亚州的一个市镇。总面积1430.78平方公里，总人口22351人，人口密度15.6人/平方公里。